# 圖拉灣
圖拉灣（英語：Thulla Cove），是南極洲的海灣，位於南奧克尼群島的西格尼島西部，處於圖拉角以南，在1990年由英國南極名稱諮詢委員命名，現時由南極條約體系管理。